# پارک آراوکو
پارک آراوکو (به اسپانیایی: Parque Arauco) شرکت املاک و مستغلات شیلیایی است، که در زمینه مدیریت مراکز خرید، توسعه املاک و مستغلات و مدیریت املاک و مستغلات فعالیت می‌کند. 
شرکت پارک آراوکو در سال ۱۹۷۹ توسط مهاجر اسرائیلی بنام پاتریارک عیسیٰ سعید، در پرو راه‌اندازی شد و در حال حاضر دارای ۲۴ مرکز خرید در کشورهای کلمبیا، پرو و شیلی می‌باشد.
دفتر مرکزی این شرکت در شهر سانتیاگو، شیلی قرار دارد و بخشی از سهام آن در بازار بورس اوراق بهادار سانتیاگو معامله می‌شود.